# Глостер (округ, Вірджинія)
Шаблон:StateAbbr_ 37°24′ пн. ш. 76°31′ зх. д. / 37.4° пн. ш. 76.52° зх. д.
Округ Глостер (англ. Gloucester County) — округ (графство) у штаті Вірджинія, США. Ідентифікатор округу 51073.

## Демографія
За даними перепису 2000 року загальне населення округу становило 34780 осіб, зокрема міського населення було 9743, а сільського — 25037. Серед мешканців округу чоловіків було 17080, а жінок — 17700. В окрузі було 13127 домогосподарств, 9883 родин, які мешкали в 14494 будинках. Середній розмір родини становив 3,02.
Віковий розподіл населення поданий у таблиці:
| Стать    | До 15 років | 15-21 | 22-29 | 30-39 | 40-49 | 50-65 | 65-85 | Понад 85 |
| -------- | ----------- | ----- | ----- | ----- | ----- | ----- | ----- | -------- |
| Чоловіки | 3862        | 1587  | 1368  | 2648  | 2933  | 2960  | 1592  | 130      |
| Жінки    | 3585        | 1513  | 1436  | 2778  | 2986  | 3016  | 2009  | 377      |

## Суміжні округи
- Міддлсекс — північ
- Метьюз — схід
- Йорк — південь
- Джеймс — південний захід
- Кінг-енд-Квін — захід

## Виноски
1. ↑  U.S. Decennial Census. United States Census Bureau. Архів оригіналу за 26 квітня 2015. Процитовано 2 січня 2014.
2. ↑  Historical Census Browser. University of Virginia Library. Архів оригіналу за 11 серпня 2012. Процитовано 2 січня 2014.
3. ↑  Population of Counties by Decennial Census: 1900 to 1990. United States Census Bureau. Архів оригіналу за 15 грудня 2013. Процитовано 2 січня 2014.
4. ↑  Census 2000 PHC-T-4. Ranking Tables for Counties: 1990 and 2000 (PDF). United States Census Bureau. Архів (PDF) оригіналу за 18 грудня 2014. Процитовано 2 січня 2014.
5. ↑  State & County QuickFacts. United States Census Bureau. Архів оригіналу за 7 червня 2011. Процитовано 2 січня 2014.(англ.) Наведено за англійською вікіпедією.
6. ↑  American FactFinder. Бюро перепису населення США. Архів оригіналу за 21 травня 2008. Процитовано 31 січня 2008.

| США | Це незавершена стаття з географії США. Ви можете допомогти проєкту, виправивши або дописавши її. |